# Nahoprutka písečná
Nahoprutka písečná (Teesdalia nudicaulis) je drobná, v České republice vyhynutím ohrožená rostlina mající v oblibě sušší propustné půdy. Je to jediný druh rodu nahoprutka který se v ČR vyskytuje.

## Výskyt
Tento druh se vyskytuje téměř v celé Evropě, od Velké Británie a Španělska na západě až po Bělorusko a Ukrajinu na východě. Na severu je rozšíření ohraničeno jihem Skandinávie a na jihu oblastmi Středozemního moře. Druhotně se rozšířil i do Severní Ameriky.
Nahoprutka písečná v Česku roste poměrně vzácně v oblastech nížin i podhůří, lze ji najít v okolí Třeboně, v Polabí a teplejších oblastech Podkrkonoší, na Moravě se neobjevuje vůbec. Vyskytuje se na vysychavých, dobře propustných půdách chudých na výživné látky, roste na písečných dunách, okrajích a světlinách borových lesů a podél pískových jam, na obdělávaných polích je typickou rostlinou kyselých, nevápněných, písčitých půd.

## Popis
Jednoletá nebo ozimá bylina s lysou nebo řídce chlupatou lodyhou 10 až 20 cm vysokou vyrůstající z úzce vřetenovitého kořene. Přímá nebo vystoupavá lodyha může růst osamoceně nebo v trsu se 2 až 7 vedlejšími. Hlavní lodyha je obvykle bezlistá, postranní se mohou krátce větvit a jsou porostlé nečetnými listy. Listy přízemní růžice dlouhé 2 až  cm jsou v obrysu kopisťovité, nejdříve vyrostlé listy bývají celokrajné a později rostoucí jsou po obvodě lyrovitě laločné s tupým nebo zaokrouhleným zakončením úkrojků, poslední největší je trojúhelníkovitého tvaru. Přisedlé lodyžní listy jsou drobné, úzce kopinatého tvaru a po obvodě jsou celokrajné nebo s jedním či dvěma zoubky. Všechny listy mohou být lysé nebo řídce chlupaté.
Na koncích lodyh vyrůstají jednoduchá hroznovitá květenství tvořená drobnými 2 mm květy na 3 mm stopkách které se při dozrávání plodů prodlužují. Čtyři vejčité kališní lístky asi 1 mm dlouhé jsou zelené s bílým lemem. Úzce elipsovité korunní lístky asi 1 mm dlouhé bílé barvy jsou nestejně velké, dva vnitřní jsou delší než dva vnější. Šest čtyřmocných tyčinek čnících z květu má rozšířené nitky asi 1 mm dlouhé, semeník nese kratičkou čnělku s paličkovou bliznou. Ploidie nahoprutky písečné je 2n = 36.
Plod je obsrdčitě okrouhlá šešulka s úzkou přihrádkou, je dlouhá 3 až 4 mm, na horní straně plochá a na spodní vypouklá. Dozrává na odstálé až vodorovné stopce přibližně stejně dlouhé jako je šešulka. Vejčitá, zploštělá, světle hnědá a hladká semena asi 1,1 mm velká jsou v pouzdrech šešulek uložena obvykle po dvou a po navlhnutí silně slizovatí.
Nahoprutka písečná se rozmnožuje výhradně semeny. Ta klíčí buď na podzim a rostlinky zimu přečkávají ve formě listové růžice a kvetou časně zjara, nebo vyklíčí až na jaře a kvetou od léta až do podzimu.

## Ohrožení
V současné době je v důsledku likvidace vhodných biotopů evidován trvalý pokles populace nahoprutky písečné a proto byla tato zařazena mezi silně ohrožené druhy jak "Vyhláškou MŽP ČR č. 395/1992 Sb. ve znění vyhl. č. 175/2006 Sb." (§1), tak i "Červeným seznamem cévnatých rostlin České republiky z roku 2012" (C2t). Na Slovensku je tento druh ((slovensky) tezdálka piesočná) považován dokonce za kriticky ohrožený.

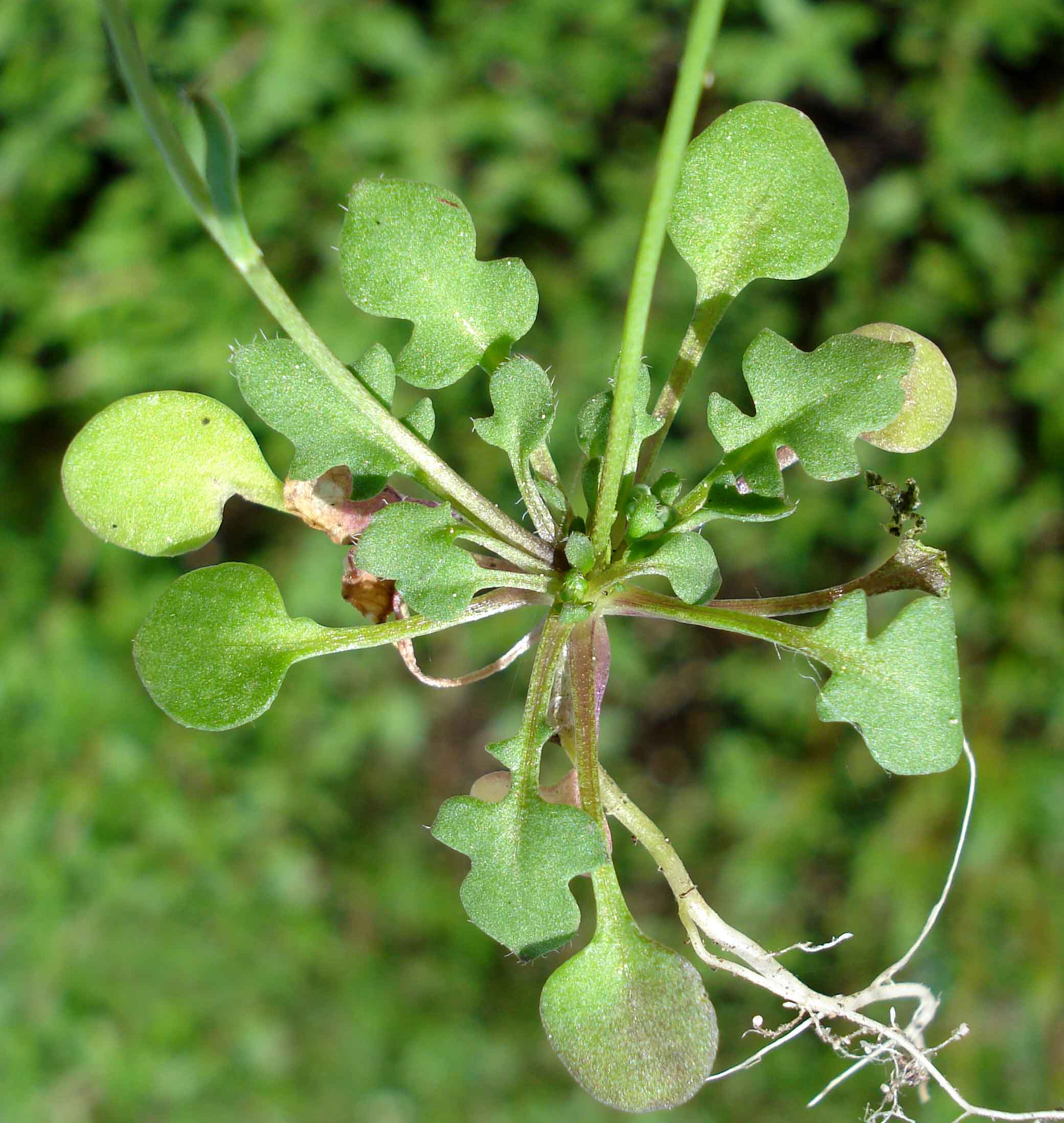
Přízemní listy
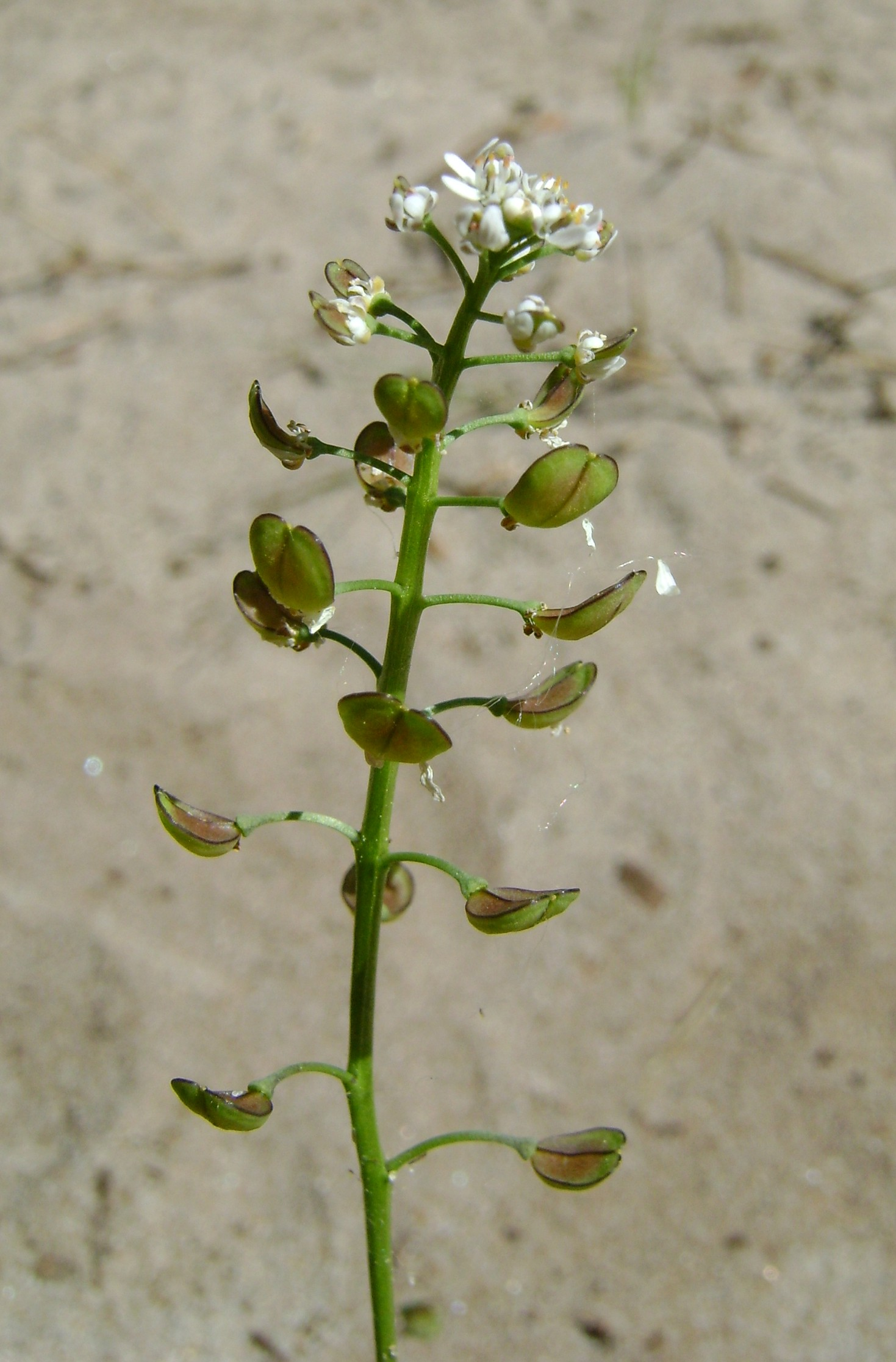
Zrající šešulky
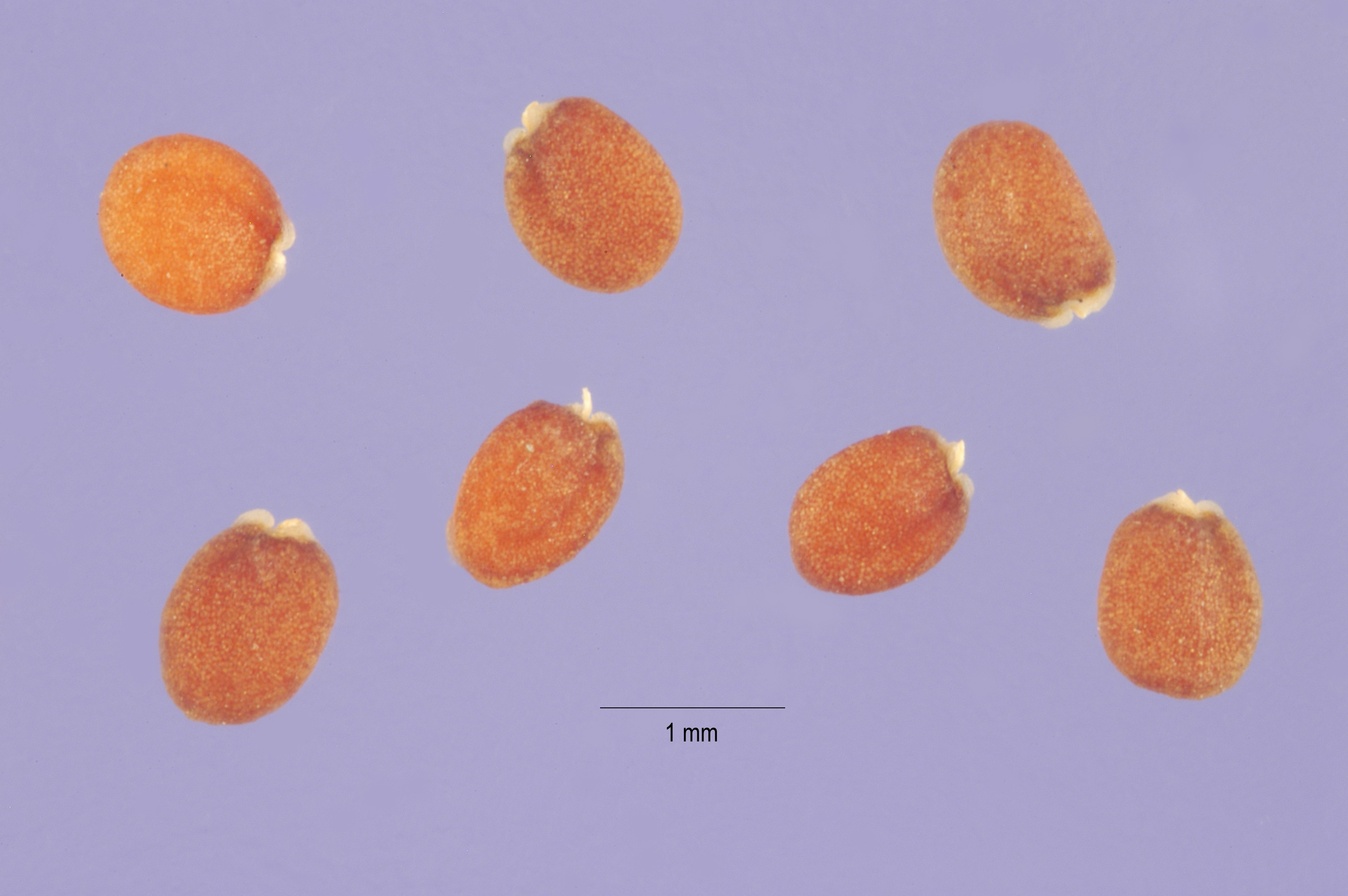
Semena